# (1570) Brunonia
(1570) Brunonia ist ein Asteroid des Hauptgürtels, der am 9. Oktober 1948 vom belgischen Astronomen Sylvain Julien Victor Arend in Ukkel entdeckt wurde.
Seinen Namen erhielt der Asteroid zur Ehrung der US-amerikanischen Brown University in Providence, Rhode Island.